# Мурхад мак Диармата
Мурхад мак Диармата (умер 21 ноября 1070) — король Дублина (1052—1070), король Мэна (1061—1070), старший сын и соправитель короля Лейнстера Диармайта мак Маэл-на-м-Бо.

## Биография

### Происхождение
Мурхад — представитель ирландской королевской династии Уи Хеннселайг, правившей в королевстве Лейнстер. Старший сын Диармайта мак Маэл-на-м-Бо (ум. 1072), короля Лейнстера (1042—1072) и верховного короля Ирландии (1064—1072). Его матерью была Дербфоргайлл (? — 1080), дочь короля Мунстера и верховного короля Ирландии Доннхада мак Бриайна.

### Правление
В 1052 году король Лейнстера Диармайт мак Маэл-на-м-Бо захватил скандинавское королевство Дублин, изгнав местного короля Эхмаркаха мак Рагнайлла (1046—1052). Диармайт мак Маэл-на-м-Бо назначил королём Дублина своего старшего сына и наследника Мурхада мак Диармайта, который также стал соправителем своего отца в Лейнстере.
С 1056 года ирландские анналы именуют Мурхада мак Диармайта королём Лейнстера. В этом году он совершил поход на септ Уи Лоэгайре, понеся при этом большие потери.
В 1059 году дублинский король Мурхад мак Диармайта потерпел поражение от короля Миде Конхобайра Уа Маэлсехнайлла (1030—1073).
В 1061 году он возглавил военно-морскую экспедицию на остров Мэн, изгнав местного правителя Эхмаркаха мак Рагнайлла. Мурхад мак Диармайт подчинил остров своей власти и наложив дань на местных жителей.
В 1069 году во главе армии «иностранцев», то есть дублинских викингов, он разорил королевство Миде. Во время военной кампании викинги разграбили и сожгли много церквей.
Ирландские анналы называют Мурхада мак Диармайта королём Лейнстера и «иностранцев под властью его отца».
21 ноября 1070 года Мурхад мак Диармайта скончался от болезни в Дублине, где и был похоронен. Верховный король Ирландии и король Лейнстера Диармайт мак Маэл-на-м-Бо, отец Мурхада, назначил королём Дублина своего внука Домналла мак Мурхаду (ум. 1075), но фактически управлял Дублином до собственной смерти в 1072 году.
«Хроники Мэна» сообщают о смерти в 1070 году короля острова Гудрёда Ситрикссона, но некоторые историки отождествляют его Гофрайдом мак Амлайбом, королём Дублина (1070—1075).

### Семья
В браке с неизвестной женой Мурхад мак Диармайт имел трёх сыновей и дочь:
- Домналл мак Мурхада (ум. 1075), король Дублина (1070—1072, 1074—1075)
- Доннхад мак Мурхада (убит в 1115), король Лейнстера (1098—1115), управлял Дублином до 1115 года
- Энна мак Мурхада
- Гормлет инген Мурхада (ум. 1112), аббатиса в Килдэре.